# Бйоле-Манью
Бйоле-Манью (фр. Bioley-Magnoux) — громада в Швейцарії в кантоні Во, округ Юра-Нор-Водуа.

## Географія
Громада розташована на відстані близько 65 км на південний захід від Берна, 23 км на північ від Лозанни.
Бйоле-Манью має площу 4,3 км², з яких на 6,7 % дозволяється будівництво (житлове та будівництво доріг), 66,4 % використовуються в сільськогосподарських цілях, 26 % зайнято лісами, 0,9 % не є продуктивними (річки, льодовики або гори).

## Демографія
2019 року в громаді мешкало 229 осіб (+37,1 % порівняно з 2010 роком), іноземців було 1,3 %. Густота населення становила 53 осіб/км².
За віковим діапазоном населення розподілялося таким чином: 19,7 % — особи молодші 20 років, 53,7 % — особи у віці 20—64 років, 26,6 % — особи у віці 65 років та старші. Було 93 помешкань (у середньому 2,5 особи в помешканні).
Із загальної кількості 42 працюючих 17 було зайнятих в первинному секторі, 10 — в обробній промисловості, 15 — в галузі послуг.